# Thung Sin Nio
Betsy Thung Sin Nio (en chino simplificado, 汤新娘; pinyin, Tāng Xīnniáng; Batavia, 22 de mayo de 1902-Eindhoven, 5 de enero de 1996) fue una activista por los derechos de las mujeres, médica, economista y política indonesa-neerlandesa.

## Biografía
Sin Nio nació el 22 de mayo de 1902 en Batavia, Indias Orientales Neerlandesas, del terrateniente y líder comunitario Thung Bouw Kiat (1863-1916) y su esposa, Tan Toan Nio (1865-1919), en una familia de Cabang Atas. nobleza, originaria de Buitenzorg (ahora Bogor), una estación de montaña en Java Occidental . Su padre, Thung Bouw Kiat, fue el hermano mayor de Thung Tjoen Ho, Luitenant der Chinezen de Buitenzorg desde 1895 hasta 1911; un sobrino por matrimonio de Phoa Tjeng Tjoan, Kapitein der Chinezen de Buitenzorg desde 1866 hasta 1878; y un sobrino bisnieto materno de Tan Oe Ko, Kapitein der Chinezen de Buitenzorg desde 1829 hasta 1860. La oficialidad china, que consta de los rangos de Luitenant, Kapitein y Majoor der Chinezen, era una posición gubernamental de alto rango en el burocracia civil de las Indias Orientales Holandesas, parte del sistema de " gobierno indirecto " de la colonia. La familia paterna de Thung había emigrado a Java Occidental desde el condado de Hua'an de Fujian, China, a principios del siglo XIX; mientras que el linaje Tan de su abuela paterna se remontaba a la nobleza intelectual china del siglo XIV, y se habían establecido como líderes comunitarios en Java Occidental desde el siglo XVIII. La madre de Sin Nio, Tan Toan Nio, era hermana mayor del propietario del molino de arroz Tan Kiat Tjay y del burócrata Tan Kiat Goan, Luitenant der Chinezen de Tjilakoe, Java Occidental. A través de su tío materno Tan Kiat Tjay, Thung era prima hermana del paleontólogo id (1902-1945), con quien estuvo comprometida por un tiempo por acuerdo familiar previo. El padre de Thung dirigió una plantación y se sentó durante varios años como miembro del Gemeenteraad (Consejo Municipal) de Batavia, un organismo al que Thung también sería elegido a tiempo. Perteneciente a una de las 10 familias chino-indonesias más ricas, sus padres progresistas alentaron a su hija a estudiar, lo que, aunque inusual en la comunidad en general en ese momento, reflejaba una tendencia hacia la modernidad occidentalizada entre los Cabang Atas. Los miembros de su familia extendida habían sido pioneros y promotores de la educación superior, incluido el primo hermano de su padre, el destacado activista social Phoa Keng Hek (1857-1937, hijo de Kapitein Phoa Tjeng Tjoan); y su primo lejano, el primer ingeniero chino-indonesio con educación universitaria de la colonia, Ir. Tan Tjoen Liang (1862-1923, como el padre de Thung, otro sobrino bisnieto de Kapitein Tan Oe Ko).
Nacida en una familia Peranakan adinerada y progresista de la nobleza 'Cabang Atas' en Batavia, se le animó a obtener una educación inusual para las mujeres indonesas en ese momento. Después de terminar la escuela secundaria, obtuvo el título de contaduría, pero debido a que las normas sociales impedían que las mujeres realizaran trabajos de oficina se convirtió en maestra. Tras enseñar brevemente en una escuela primaria, en 1924 Thung se matriculó en la Escuela de Negocios de los Países Bajos en Róterdam para estudiar economía. Al graduarse, obtuvo una maestría y un doctorado en economía. En 1932, se matriculó en la Universidad de Ámsterdam para continuar sus estudios de medicina. Durante sus estudios en los Países Bajos, Thung conoció a Aletta Jacobs, quien la animó a involucrarse en el movimiento de mujeres holandesas y en la Asociación para los Intereses de las Mujeres y la Igualdad de Ciudadanía . Se convirtió en activista por la mejora del estado socioeconómico y civil de las mujeres, escribiendo artículos para revistas feministas tanto en los Países Bajos como en las Indias Orientales Holandesas. Después de completar su título en 1938, Thung regresó a Batavia y abrió una práctica médica que se enfocaba en las necesidades de salud de mujeres y niños. Continuó su participación feminista y luchó por el sufragio femenino . Cuando el gobierno propuso que solo las mujeres europeas tuvieran el voto y el derecho a presentarse a las elecciones, hizo campaña con éxito para garantizar el derecho al voto de las mujeres educadas independientemente de su raza. A Sin Nio su origen privilegiado y progresista le permitió asistir a escuelas de nivel medio holandés, incluida la escuela Prins Hendrik, donde aprobó sus exámenes finales en 1918. Como mujer, con pocas opciones para continuar su educación se cualificó como contable en la Handelsschool (escuela de negocios) en 1920. Ese año, su madre murió, y como su padre había muerto en 1916, se fue a vivir al oeste de Java en Cianjur con una tía. Aunque tenía un título, una mujer de su clase social no podía realizar trabajos de oficina. Por lo que pasó su tiempo cosiendo, cocinando, leyendo y ocasionalmente se le permitía salir bajo la supervisión de un acompañante. Insatisfecha, Thung regresó a la escuela en 1922, estudiando en Jatinegara en el Hollandsch Chineesche Kweekschool (Colegio de profesores holandés-chino). Obtuvo un certificado de enseñanza en 1924 y enseñó brevemente en la escuela privada Hollandsch Chineesche (escuela primaria holandesa para los chinos) de Bogor . Queriendo continuar su educación, decidió irse al extranjero y matricularse en la escuela de negocios de los Países Bajos Nederlandsche Handels-Hoogeschool , el 15 de octubre de 1924, donde estudió economía con Willemijn Posthumus-van der Goot . Para su cumpleaños en 1926, compañeros de estudios le regalaron una copia de Herinneringen (Recuerdos) de Aletta Jacobs, a quien escribió para expresar su entusiasmo. Jacobs invitó a Sin Nio a visitarla y le presentó a otras feministas. Después se unió a la Vereniging voor Vrouwenbelangen en Gelijk Staatsburgerschap (Asociación para los Intereses de la Mujer y la Igualdad de Ciudadanía) y se convirtió en una activa defensora de cambios en los estatutos legales de la propiedad matrimonial y el empleo. También se unió a la asociación de estudiantes chinos, Chung Hwa Hui (en chino: 中华会 ) y sirvió en su junta durante 1926 y 1927. Dio varias conferencias en Chung Hwa Hui sobre temas feministas, como Het een en ander over de Chinese meisjes in Indonesie (Notas sobre la educación de las niñas chinas en Indonesia) en 1926 y dos años más tarde una charla Het Montessori Onderwijs (La educación Montessori), sobre los métodos de enseñanza innovadores utilizados por Maria Montessori. Al graduarse en 1927, obtuvo una maestría al año siguiente. Luego viajó por Europa con sus hermanas antes de regresar a casa. En diciembre de 1929, Thung regresó a Batavia a bordo del MS Indrapoera para asistir a la boda de su hermana, Eng Nio.
Durante la Segunda Guerra Mundial, Thung se ofreció como voluntaria en un hospital público local y abrió un hospital privado para tratar a pacientes europeos. Cuando terminó la guerra, se convirtió en oficial médica del sistema escolar en Yakarta y entró en la política local. Fue elegida como la primera mujer miembro del Consejo Municipal de Yakarta en 1949, en representación de Persatuan Tionghoa . 
De 1949 a 1965 viajó al extranjero en numerosas ocasiones en representación de su país se desempeñó como traductora para delegaciones comerciales y como economista en misiones de investigación a Rusia y China. Tras el golpe de Estado en Indonesia de 1965 y el alejamiento del comunismo, fue liberada del trabajo gubernamental. En 1968, cuando se introdujeron políticas asimilacionistas para obligar a la ciudadanía china a adoptar nombres indonesios, Thung emigró de forma permanente a los Países Bajos donde continuó trabajando como médica. Solicitó formalmente la naturalización en 1972. Es recordada en China, Indonesia y los Países Bajos por su activismo social en favor de las mujeres y la infancia.

## Trayectoria profesional
En 1930, Thung comenzó a trabajar como asistente médica y trabajadora social en el Hospital Yang Seng Ie (en chino: 养生院 ) fundado por el doctor Kwa Tjoan Sioe. Trabajó con mujeres de los barrios más pobres de Batavia que padecían desnutrición, pobreza y enfermedades venéreas. Y participó en clínicas para bebés, instruyendo a las mujeres en el cuidado infantil y el control de la natalidad. A la vez que continuaba su trabajo con el médico, Thung fundó el primer internado de niñas chinas en el exclusivo barrio de Welgelegen. Como directora y con un personal exclusivamente femenino, se esforzó por superar la resistencia de los padres chinos a educar a sus hijas. Después de pasar un año y medio en Batavia, regresó a Róterdam, donde completó su doctorado en economía en 1932.
Decidió estudiar medicina en la Universidad de Ámsterdam, creyendo, después de su experiencia trabajando en el hospital, que había necesidad de mujeres médicas en Java. En 1933, renunció a Chung Hwa Hui y se unió al grupo de estudiantes separatistas, Studieclub van Chineesche Studenten (Club de estudios de estudiantes chinos). Continuó su participación en acciones feministas y se inspiró en Catharine van Tussenbroek, una médica y feminista que había estado involucrada en la campaña para fundar un partido de mujeres. Thung creía que hasta que las mujeres reconocieran su necesidad de independencia financiera, un partido de mujeres no sería efectivo. Comenzó a escribir artículos para la revista mensual de mujeres chinas, Fu Nu Tsa Chih (en chino: 妇女杂志), fundada por Liem Sam Tjiang-Ong (en chino: 林三昌王 ) en 1932 en Malang . Publicó artículos en la revista femenina holandesa Vrouw en Gemeenschap (Mujeres y comunidad), uno de los cuales relataba sus luchas con la escolarización y su búsqueda de independencia económica.

### Práctica médica y activismo

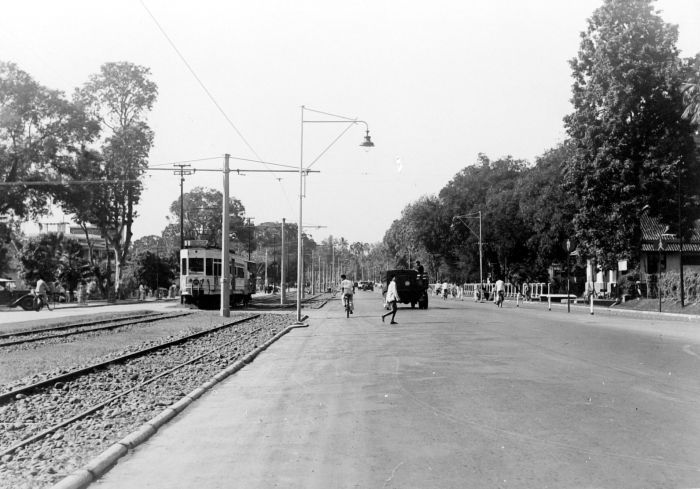
Salemba, Batavia alrededor de 1940

Después de graduarse en medicina en 1938, Thung regresó a Batavia y el 13 de septiembre abrió una práctica privada para mujeres y niños en su casa familiar en el barrio de Salemba. Siguiendo el modelo de un curso de cuidado infantil de los que había conocido en los Países Bajos, Thung impartió clases para madres y realizó controles médicos periódicos de sus hijos. Simultáneamente, publicó artículos que abogaban por el sufragio femenino y sobre temas de la mujer en revistas como Fu Nu Tsa Chih ; Fu Len ( en chino: 妇人 ), fundada por Ong Pik Hwa (en chino: 王碧华); Maandblad Istri, una publicación chino-malaya fundada por Kwee Yat Nio (más conocida como Mrs. Tjoa Hin Hoeij); y el periódico Sin Po (en chino: 新报). Sus artículos en Maandblad Istri, en cuya junta se desempeñó, generalmente brindaban asesoramiento médico sobre cuidado infantil y nutrición o abordaban la educación de las mujeres. Aunque Thung era miembro de la Asociación para los Intereses de la Mujer y la Igualdad de Ciudadanía en los Países Bajos, la afiliada Vereeniging voor Vrouwenkiesrecht en Nederlands Indie (Asociación para el Sufragio de la Mujer en las Indias Orientales Holandesas) en reacción a los objetivos nacionalistas de las mujeres indonesias, persiguió la emancipación solo para Mujeres europeas. Thung se unió a la Chung Hwa Fu Nu Hui (Asociación de Mujeres Chinas), fundada en 1938 y estableció el Hutspot-club (Club Hodge-Podge) que brindaba oportunidades para que mujeres de diferentes clases y orígenes étnicos se relacionaran entre sí. Participó activamente en el comité que buscaba el voto de las mujeres chinas y se opuso a la propuesta del gobierno de 1940 de retener el voto a los no europeos. Recolectando "miles de firmas", Thung y otras mujeres protestaron contra la propuesta.
En 1941, otra médica, la J. Ch. Neuyen-Hakker, al Volksraad (la legislatura colonial) que abogó por otorgar el derecho a votar y ocupar cargos públicos a las mujeres educadas de cualquier raza en los mismos términos que los hombres. Para contrarrestar el argumento de que las mujeres en realidad no querían el derecho al voto, Neuyen-Hakker propuso que el registro de las mujeres se dejara a su elección individual para registrarse. La propuesta fue aceptada por el Volksraad y aprobada por el gobierno en noviembre de 1941. Ese año, Thung también participó en las celebraciones del décimo aniversario del primer internado de niñas chinas y el quinto aniversario de la creación por parte de la escuela de una escuela de oficios profesionales para mujeres.
Al año siguiente, cuando los japoneses invadieron Java y enterraron a todos los médicos europeos en 1943, Thung abrió una clínica privada, San Te Ie Juen, para brindar servicio médico a las clases altas. Continuó su propia práctica privada e hizo trabajo voluntario en un hospital local durante la Segunda Guerra Mundial. En 1945, cuando los nacionalistas declararon la independencia de Indonesia, Batavia pasó a llamarse Yakarta . De 1945 a 1951, Thung fue contratado por el Ministerio de Educación para controlar la salud de todos los niños en edad escolar de la ciudad. Midió la altura y el peso de los estudiantes del Instituto de Nutrición Pública y supervisó los suplementos lácteos y los alimentos proporcionados por las escuelas para asegurarse de que se proporcionaran de acuerdo con los estándares de la UNESCO.

### Entrada en política
Además de sus deberes educativos y su práctica privada, en 1948 Thung se presentó como candidata del Persatuan Tionghoa y fue elegida como la primera mujer en formar parte del Consejo Municipal, donde su padre también había servido décadas antes. Fue enviada por el gobierno de Indonesia, como economista, con varios otros especialistas capacitados en Holanda en varias misiones de investigación en el extranjero entre 1949 y 1952. Trabajó como intérprete en distintas delegaciones comerciales en ciudades como Helsinki y Moscú, utilizando su habilidad con el inglés. Hizo siete viajes a China, el primero en septiembre de 1951 y, dada su admiración por Mao Zedong y el comunismo, continuó visitando el país con regularidad entre 1955 y 1965. A raíz del golpe de Estado de 1965 en Indonesia. 'état, se prohibió el apoyo al comunismo y cesaron los viajes de Thung para el gobierno. Cuando en 1968, el nuevo gobierno implementó una política asimilacionista, requiriendo que los ciudadanos chinos usaran un nombre indonesio, Thung se negó. Emigró definitivamente a los Países Bajos.
Thung se instaló en Eindhoven donde continuó trabajando como médica en un centro de salud pública y en un hogar para niños. En 1972, se convirtió en ciudadana holandesa naturalizada y luego se retiró en 1974, cuando se convirtió en elegible para la pensión de jubilación . En 1978, regresó a China para una visita y se destacó por sus contribuciones a organizaciones benéficas, incluido un fondo para reparaciones de la escuela primaria en su aldea ancestral, Yunshan (en chino: 云山) en el condado de Hua'an.

### Muerte
Thung murió el 5 de enero de 1996 en Eindhoven.

## Premios y reconocimientos
- El 29 de abril de 1983 nombrada como caballero de la Orden de Orange-Nassau por sus contribuciones a la emancipación de la mujer.[6][7][31]
- Recordada en libros publicados en China por su activismo social y en 2000 su biografía fue incluida en una publicación sobre la familia Thung (Tang) de la provincia de Fujian.[6][31]
- También tiene una breve biografía en el libro de Leo Suryadinata, Prominent Indonesian Chinese .[6]
- Sus trabajos fueron donados a los Archivos Internacionales para el Movimiento de Mujeres y ahora se encuentran en el Instituto Atria sobre Igualdad de Género e Historia de la Mujer en Ámsterdam.[32]